# Ниау

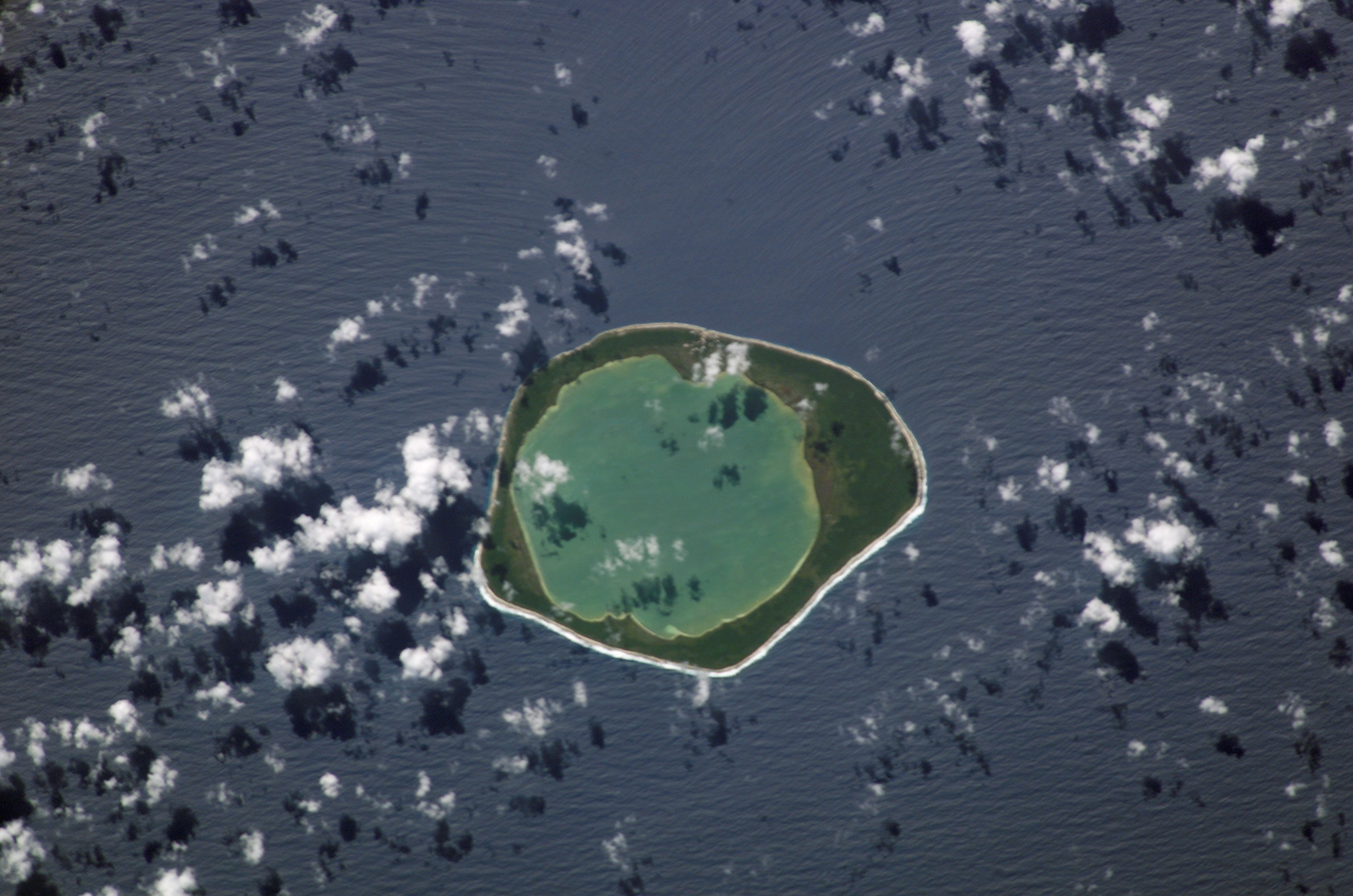
Космический снимок атолла.

Ниау (фр. Niau) — атолл в архипелаге Туамоту (Французская Полинезия). В переводе с таитянского языка название атолла означает «кокосовая пальма». Расположен в западной части архипелага в 53 км к западу от атолла Факарава.

## География
Атолл сравнительно маленький, имеет форму овала диаметром 8 км. Общая площадь суши составляет около 20 км². В центре Ниау расположена лагуна площадью 32 км², которая полностью изолирована от океанических вод сушей (поэтому вода в лагуне очень солёная). Почва на острове очень плодородная.

## История
Ниау был открыт в 1820 году русским путешественником Фаддеем Фаддеевичем Беллинсгаузеном, который назвал его остров Грейга.

## Административное деление
Административно входит в состав коммуны Факарава.

## Население
В 2012 году численность населения Ниау составляла 226 человек. Главное поселение атолла — деревня Тупуна.